# 小資產階級

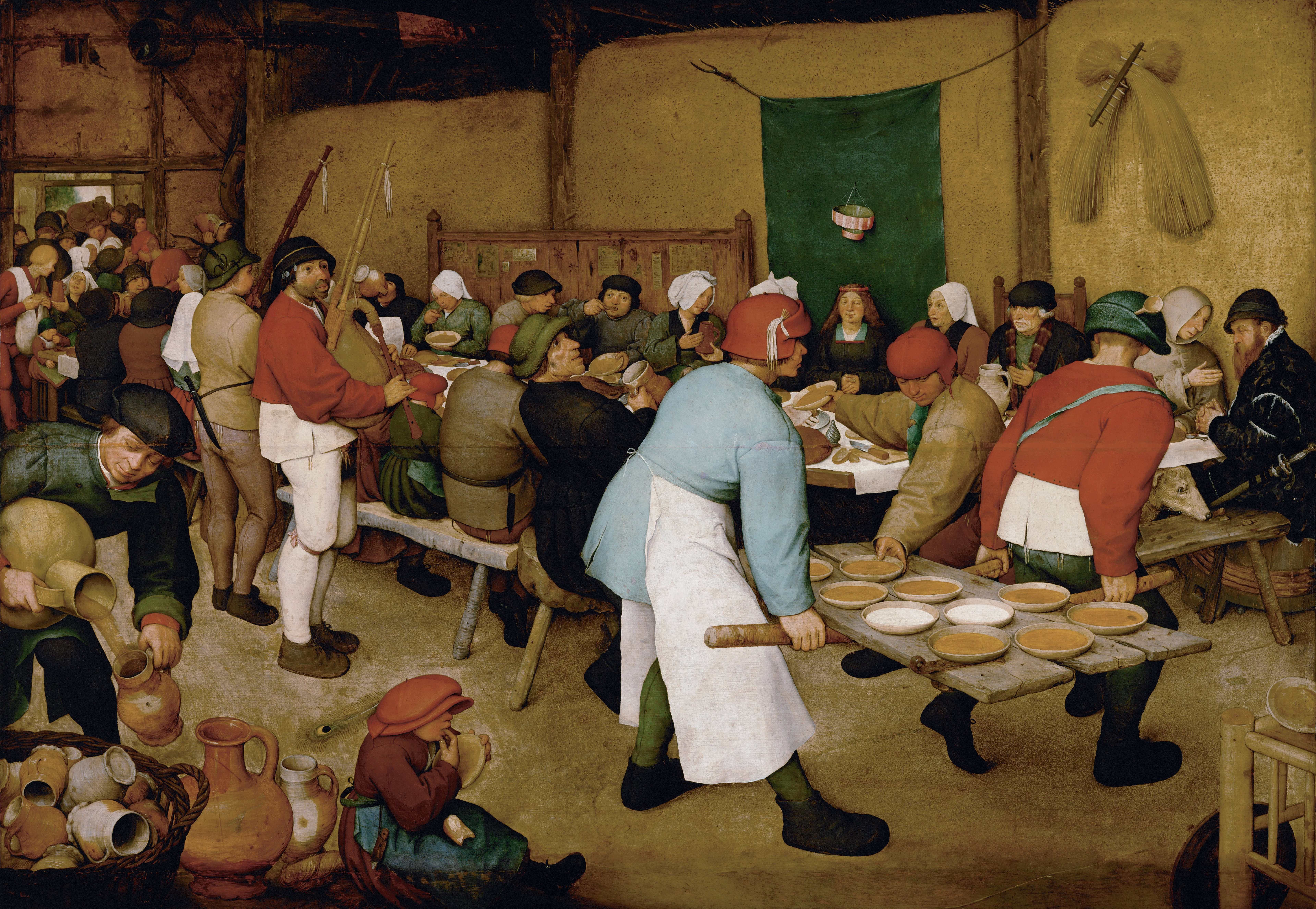
《农民婚礼》，一幅描绘16世纪，后被称作“小资产阶级”者生活的绘画

小资產階級（法語：Petite bourgeoisie，發音：[pətit(ə) buʁʒwazi]）在馬克思主义學說中是指介乎資產階級／資本家及無產階級之間的过渡阶级。例如小商人、小手工業者，多數以家庭自營形式存在的資本群體，通常既不剝削别人亦不受剝削。他们在社会经济稳定时期的政治经济立场是通过反映社会上层的意识形态来确定的。故而小资产阶级试图靠拢与之认同的资产阶级，并努力模仿资产阶级的道德观念，因此有时也与带有贬义性质的小布尔乔亚和称。

## 简介
小资产阶级在经济上有别于完全依靠出卖劳动力生存的无产阶级和工人阶层。它们也不同于拥有巨量生产资料的大资产阶级（high bourgeoisie）。因此小资产阶级购买无产阶级的产品并雇佣劳动力来产出生产资料。虽然小资产阶级可以购买他人的劳动，但他们通常与雇员一起工作，这与更高级别的资产阶级不同。